# Trachysomus
Trachysomus is een kevergeslacht uit de familie van de boktorren (Cerambycidae). De wetenschappelijke naam van het geslacht werd voor het eerst geldig gepubliceerd in 1835 door Audinet-Serville.

## Soorten
Trachysomus omvat de volgende soorten:
- Trachysomus apipunga Martins & Galileo, 2008
- Trachysomus arriagadai Galileo & Martins, 1991
- Trachysomus buquetii Thomson, 1858
- Trachysomus camelus Buquet, 1852
- Trachysomus cavigibba Martins, 1975
- Trachysomus clarkei Martins & Galileo, 2009
- Trachysomus dromedarius (Voet, 1778)
- Trachysomus fragifer (Kirby, 1818)
- Trachysomus gibbosus Buquet, 1852
- Trachysomus hydaspes Dillon & Dillon, 1946
- Trachysomus luederwaldti Martins, 1975
- Trachysomus mexicanus Dillon & Dillon, 1946
- Trachysomus peregrinus Thomson, 1858
- Trachysomus santarensis Bates, 1865
- Trachysomus surdus Dillon & Dillon, 1946
- Trachysomus thomsoni Aurivillius, 1923
- Trachysomus wappesi Martins & Galileo, 2009